# Barrie Unsworth
Barrie John Unsworth (nascido em 16 de abril de 1934) é um ex-político australiano, que representava o Partido Trabalhista Australiano no Parlamento de Nova Gales do Sul de 1978 a 1991. Ele atuou como 36.º primeiro-ministro do estado, de julho de 1986 a março de 1988.